# 2009-es SunTrust Indy Challenge
A 2009-es SunTrust Indy Challenge volt a nyolcadik verseny a 2009-es IndyCar Series szezonban. 2009. június 27-én rendezték meg a futamot a 0.75 mérföldes Richmond International Raceway-en Richmond-ban, Virginiában.

## Rajtfelállás
| Rajtsor | Belső ív | Belső ív          | Külső ív | Külső ív         |
| ------- | -------- | ----------------- | -------- | ---------------- |
| 1       | 10       | Dario Franchitti  | 9        | Scott Dixon      |
| 2       | 3        | Hélio Castroneves | 6        | Ryan Briscoe     |
| 3       | 02       | Graham Rahal      | 2        | Raphael Matos    |
| 4       | 13       | E.J. Viso         | 27       | Hideki Mutoh     |
| 5       | 23       | Tomas Scheckter   | 7        | Danica Patrick   |
| 6       | 24       | Mike Conway       | 06       | Robert Doornbos  |
| 7       | 4        | Dan Wheldon       | 20       | Ed Carpenter     |
| 8       | 18       | Justin Wilson     | 26       | Marco Andretti   |
| 9       | 11       | Tony Kanaan       | 14       | Ryan Hunter-Reay |
| 10      | 5        | Mario Moraes      | 98       | Jaques Lazier    |

## Futam
| Pozíció | #  | Pilóta            | Csapat                      | Futott kör | Idő/Kiesés oka | Rajthely | Élen töltött körök száma | Pont |
| ------- | -- | ----------------- | --------------------------- | ---------- | -------------- | -------- | ------------------------ | ---- |
| 1.      | 9  | Scott Dixon       | Chip Ganassi Racing         | 300        | 1:48:02.4703   | 2        | 161                      | 52   |
| 2.      | 10 | Dario Franchitti  | Chip Ganassi Racing         | 300        | +0.3109        | 1        | 65                       | 41   |
| 3.      | 02 | Graham Rahal      | Newman/Haas/Laningan Racing | 300        | +2.4085        | 5        | 0                        | 35   |
| 4.      | 27 | Hideki Mutoh      | Andretti Green Racing       | 300        | +13.5302       | 8        | 74                       | 32   |
| 5.      | 7  | Danica Patrick    | Andretti Green Racing       | 300        | +14.1111       | 10       | 0                        | 30   |
| 6.      | 11 | Tony Kanaan       | Andretti Green Racing       | 299        | +1 kör         | 17       | 0                        | 28   |
| 7.      | 26 | Marco Andretti    | Andretti Green Racing       | 299        | +1 kör         | 16       | 0                        | 26   |
| 8.      | 2  | Raphael Matos     | Luczo-Dragon Racing         | 299        | +1 kör         | 6        | 0                        | 24   |
| 9.      | 06 | Robert Doornbos   | Newman/Haas/Laningan Racing | 299        | +1 kör         | 12       | 0                        | 22   |
| 10.     | 4  | Dan Wheldon       | Panther Racing              | 299        | +1 kör         | 13       | 0                        | 20   |
| 11.     | 23 | Tomas Scheckter   | Newman/Haas/Laningan Racing | 299        | +1 kör         | 9        | 0                        | 19   |
| 12.     | 13 | E.J. Viso         | HVM Racing                  | 299        | +1 kör         | 7        | 0                        | 18   |
| 13.     | 20 | Ed Carpenter      | Vision Racing               | 299        | +1 kör         | 14       | 0                        | 17   |
| 14.     | 18 | Justin Wilson     | Dale Coyne Racing           | 298        | +2 kör         | 15       | 0                        | 16   |
| 15.     | 14 | Ryan Hunter-Reay  | A.J. Foyt Enterprises       | 298        | +2 kör         | 18       | 0                        | 15   |
| 16.     | 5  | Mario Moraes      | KV Racing Technology        | 297        | +3 kör         | 19       | 0                        | 14   |
| 17.     | 3  | Hélio Castroneves | Team Penske                 | 245        | Baleset        | 3        | 0                        | 13   |
| 18.     | 24 | Mike Conway       | Dreyer & Reinbold Racing    | 135        | Baleset        | 11       | 0                        | 12   |
| 19.     | 6  | Ryan Briscoe      | Team Penske                 | 26         | Baleset        | 4        | 0                        | 12   |
| 20.     | 98 | Jaques Lazier     | Team 3G                     | 0          | Baleset        | 20       | 0                        | 12   |

## Bajnokság állása a verseny után
Pilóták bajnoki állása
| Pozíció | Pilóta            | Pont |
| ------- | ----------------- | ---- |
| 1       | Dario Franchitti  | 279  |
| 2       | Scott Dixon       | 278  |
| 3       | Ryan Briscoe      | 253  |
| 4       | Hélio Castroneves | 225  |
| 5       | Danica Patrick    | 219  |